# 七飯町立大沼岳陽学校鈴蘭谷分校
七飯町立大沼岳陽学校鈴蘭谷分校（ななえちょうりつおおぬまがくようがっこうずずらんだにぶんこう）は、北海道亀田郡七飯町西大沼にある公立の小中一貫義務教育学校大沼岳陽学校の分校である。

## 概要
- 本分校は、2020年4月に、大沼中学校鈴蘭谷分校と大沼小学校鈴蘭谷分校が統合して開校した。
- 児童福祉法第44条に基づいて設置されている児童自立支援施設「北海道大沼学園」に入所する児童・生徒が在籍する学校である。また、女子は入校できない[1][2][3]。

## 沿革
- 2020年（令和2年）4月1日 - 大沼中学校鈴蘭谷分校と大沼小学校鈴蘭谷分校が統合して開校。

## 教育目標
- 進んで学習する子
- 自他を思いやる子
- 強い体をつくる子

## 在籍者数
出典
| 学年 | 1年 （小1） | 2年 （小2） | 3年 （小3） | 4年 （小4） | 5年 （小5） | 6年 （小6） | 特別支援 | 合計 |
| ---- | ----------- | ----------- | ----------- | ----------- | ----------- | ----------- | -------- | ---- |
| 学級 | 0           | 0           | 0           | 0           | -           | -           | -        | -    |
| 児童 | 0           | 0           | 0           | 0           | 2           | 1           | 不明     | 3    |

| 学年 | 7年 （中1） | 8年 （中2） | 9年 （中3） | 特別支援 | 合計 |
| ---- | ----------- | ----------- | ----------- | -------- | ---- |
| 学級 | -           | -           | -           | -        | -    |
| 生徒 | 1           | 4           | 3           | 不明     | 8    |

- 2024年（令和6年）5月1日時点

## 周辺
- 国道5号
- 小沼

## アクセス
- 函館バス「210系統」・「310系統」・「311系統」・「312系統」・「313系統」で、「大沼隧道」バス停下車後、徒歩約560m・約8～9分。
- JR函館本線大沼駅から、車で約3.3km・約5分（小沼南岸を通った場合）。